# Santos Limited

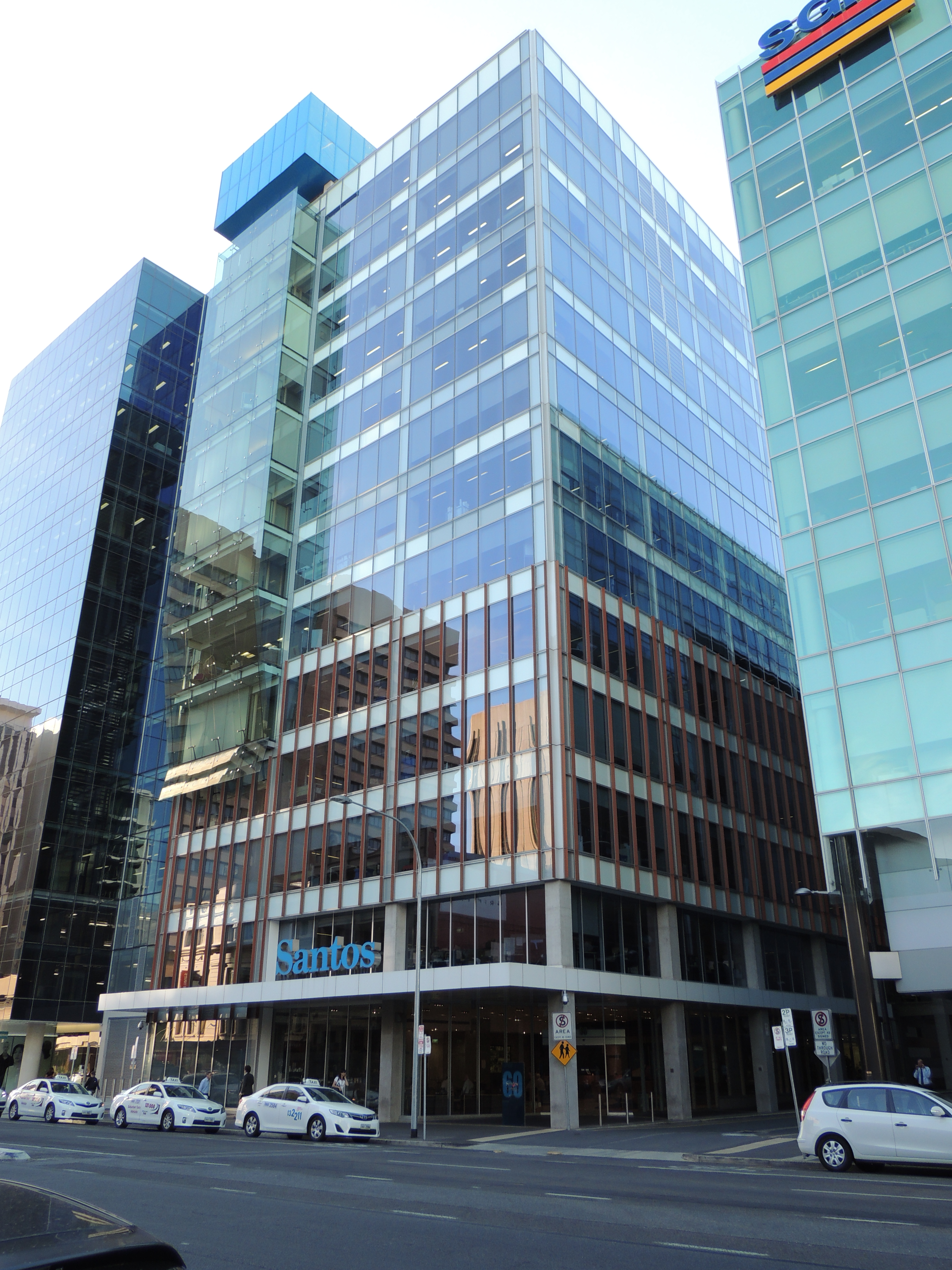
Sede da Santos em Adelaide.

Santos Limited é uma companhia petrolífera australiana, sediada em Adelaide.

## História
A companhia foi estabelecida em 1954.